# Oberdorst
Oberdorst ist ein Ortsteil der Gemeinde Neunkirchen-Seelscheid im Rhein-Sieg-Kreis.

## Lage
Oberdorst liegt zwischen Nackhausen und Oberheister. Weitere Nachbarorte sind Ohlig im Westen, Oberheimbach im Osten und Kuhlen im Süden.

## Name
Ob der Name mit dem Vorkommen von Dorst (Oregano) zusammenhängt, ist nicht bekannt, eine frühere Schreibweise war aber auch Dorsch. Unterdorsch war der größere südliche Nachbarort, der heute zusammengewachsen ist.

## Geschichte
1830 hatte Oberdorst 92 Einwohner. 1845 hatte der Weiler elf katholische und achtzig evangelische Einwohner (91) in 22 Häusern. 1888 gab es 89 Bewohner in 25 Häusern.
Das Dorf gehörte bis 1969 zur Gemeinde Neunkirchen.